# Mark Slaughter
Mark Slaughter (Mark Allen Slaughter, 4 de julio de 1964, Las Vegas, Nevada) es el fundador, cantante y guitarrista de la banda de Hard rock/Heavy metal Slaughter. Anterior a Slaughter, estuvo en la agrupación Vinnie Vincent Invasion, con su compañero de banda, el bajista Dana Strum.

## Carrera
Cuando tenía apenas once años, empezó a practicar con la guitarra y los teclados. 
Antes de fundar Slaughter en 1988, estuvo en algunas bandas como Xcursion, Roz Parade y Vinnie Vincent Invasion, en esta última creó gran amistad con Dana Strum, el cual le siguió al dejar la banda Vinnie Vincent Invasion, tras diferencias con Vincent (este fue el que remplazó al guitarrista de Kiss, Ace Frehley).
Con Slaughter, logró gran reconocimiento comercial, especialmente por los sencillos Up All Night y Fly to the Angels, donde se evidencia sus grandes melodías y potente voz.